# Trine Hansen
Hanne Trine Hansen, danska veslačica, * 19. februar 1973, Ringsted, Sjælland.
Hansenova je za Dansko nastopila na Poletnih olimpijskih igrah 1992 in 1996. V Atlanti je v enojcu osvojila bronasto olimpijsko medaljo.
Tekmovala je za veslaški klub Sorø Roklub.